# Árabe chadiano
O árabe chadiano ou árabe shuwa (também conhecido como árabe choa, árabe shua, shua, chowa, suwa, árabe do Chade, baggara) é a variação do árabe falada principalmente no Chade.
É a primeira língua para quase um milhão de pessoas no Chade, Camarões, Nigéria, Níger e Sudão, e é também lingua franca em grande parte da região.
Árabe Chadiano (também conhecido como árabe Shuwa / Shua / Suwa (O termo "árabe Shuwa", encontrado na erudição linguística ocidental do século XX, refere-se adequadamente apenas aos dialetos nigerianos deste idioma específico e, mesmo assim, "Shuwa" é não usado pelos próprios falantes. em árabe:  لهجة تشادية), árabe Baggara e, mais recentemente, árabe sudânico ocidental) é uma das variedades coloquiais regionais da língua árabe e a primeira língua de cerca de 1,6 milhão de pessoas, tanto moradores de cidades como árabes ‘baggaras (pastores de gado nômades). Embora o Chade faça fronteira com 2 países árabes nas partes norte e leste do país, a maioria de seus falantes vive no sul do Chade. Seu alcance é um oval de leste a oeste no Sahel, com cerca de 2.250 km de comprimento, (entre 12º meridiano leste a 20º meridiano leste de longitude por 480 km de largura norte a sul, (entre 10º norte paralelo e 14º norte paralelo nortede  latitude). Quase todo este território está dentro do Chade ou Sudão. Também é falado em outros lugares nas proximidades do Lago Chade nos países de Camarões, Nigéria e Níger. Finalmente, é falado em fragmentos da República Centro-Africana e do Sudão do Sul. Além disso, esta língua serve como uma língua franca em grande parte da região. Na maior parte de sua extensão, é um dos vários idiomas locais e muitas vezes não está entre os principais.

## Nome e origem
Este idioma não possui um nome nativo compartilhado por todos os seus falantes, além de "árabe". Surgiu como língua nativa dos pastores de gado nômades (baggāra, árabe padrão baqqāra  بَقَّارَة, significa 'pecuarista', de  baqar  ). Desde a publicação de uma gramática de um dialeto nigeriano em 1920, esta língua foi amplamente citada academicamente como "árabe Shuwa"; no entanto, o termo "Shuwa" estava em uso apenas entre  pessoas não árabes  em Borno (estado), Nigéria. Por volta de 2000, o termo "Árabe do Sudão Ocidental" foi proposto por um especialista na língua, Jonathan Owens. O sentido geográfico de "Sudanic" invocado por Owens não é o Sudão moderno, mas o Sahel em geral, uma região apelidada de  bilad al-sudan , 'a terra dos negros', pelos árabes já na era medieval. Na era do colonialismo britânico na África, os administradores coloniais também usaram "o Sudão" para significar todo o Sahel.
Como essa língua árabe surgiu é desconhecido. Em 1994, Braukämper propôs que surgiu no Chade a partir de 1635 pela fusão de uma população de falantes de árabe com uma população de Fulas nômades.  (Os Fulas são um povo, ou grupo de povos, que se originou na costa do Atlântico ou próximo a ela, mas se expandiram na maior parte do Sahel ao longo dos séculos.)
 Durante a era colonial, uma forma de árabe pidgin (bimbashi) conhecido como Turku foi usada como lingua franca. foi usada como língua franca. Ainda existem pidgins árabes no Chade hoje, mas como não foram descritos, não se sabe se descendem de Turku.

## Geografia

Embora não esteja indicado no mapa, a extensão do árabe chadiano também inclui a porção de Níger adjacente a Nigéria e Chade.

A maioria dos falantes vive no sul do Chade entre 10 e 14º de latitude norte. No Chade, é a língua local da capital nacional, Djamena, e sua distribuição abrange outras cidades importantes como Abéché, Am Timan] e Mao. É a língua nativa de 12% dos chadianos. Árabe chadiano associado ao Francês é lingua franca éamplamente falada no Chade, de modo que o árabe chadiano e sua língua franca combinados são falados por algo entre 40% e 60% da população chadiana.  
No Sudão, é falado no sudoeste, no sul do Cordofão e no sul de Darfur, mas excluindo as cidades de Al-Ubayyid e Al-Fashir. Sua distribuição em outros países africanos inclui uma porção da República Centro-Africana, a metade norte de sua Prefeitura de Vakaga, que é adjacente ao Chade e ao Sudão; uma porção do Sudão do Sul em sua fronteira com o Sudão; e os arredores do Lago Chade abrangendo três outros países, nomeadamente parte da Nigéria, estado de Borno, região Extremo Norte (Camarões) e em Diffa de Diffa (região) do Níger, onde o número de falantes é estimado em 150.000 pessoas.
Na Nigéria, é falado por 10% da população de Maiduguri, a capital de Borno,  e por pelo menos 100.000 aldeões em outras partes de Borno.

## Escolaridade
Em 1913, um administrador colonial francês no Chade, Henri Carbou, escreveu uma gramática do dialeto local dos planaltos de Ouaddaï, uma região do leste do Chade na fronteira com o Sudão.  Em 1920, um administrador colonial britânico na Nigéria, Gordon James Lethem, escreveu uma gramática do dialeto Borno, na qual observou que a mesma língua era falada na região de Kanem (no oeste Chade) e Ouaddaï (no leste do Chade).

## Escrita
A língua usa a escrita árabe

## Fonologia
A fonologia do árabe chadiano caracterizada pela perda das faríngeais  [ħ] e  [ʕ], das fricativas interdentais  [ð],  [θ] e  [ðˤ], e ditongos.   Mas também tem  / lˤ /,  / rˤ / e  / mˤ / como enfáticos fonêmicos extras. Alguns exemplos de pares mínimos para tais enfáticos são  / ɡallab / "ele galopou",  / ɡalˤlˤab / "ele ficou com raiva";  / karra / "ele rasgou",  / karˤrˤa / "ele arrastou";  / amm / "tio",  / amˤmˤ / "mãe".  Além disso, o árabe nigeriano tem a característica de inserir um  / a / após guturais (ʔ, h, x, q).  Outra característica notável é a mudança da Forma Árabe Padrão V de  tafaʕʕal (a)  para ' 'alfaʕʕal' '; por exemplo, a palavra  taʔallam (a)  torna-se  alʔallam .

## Gramática
O tempo perfeito da primeira pessoa do singular dos verbos é diferente de sua formação em outros dialetos árabes por não ter um  t  final. Assim, a primeira pessoa do singular do verbo  katab  é  katáb , com ênfase na segunda sílaba da palavra, enquanto a terceira pessoa do singular é  kátab , com ênfase na primeira sílaba . 

## Palavras
Estas são algumas das palavras usadas no árabe chadiano: :
| Words of Arabic origin         | Words of Arabic origin | Words of Arabic origin                              | Words of Arabic origin | Words of Arabic origin | Words of Arabic origin |
| Árabe chadiano                 | Significado            | Origem                                              |                        |                        |                        |
| ------------------------------ | ---------------------- | --------------------------------------------------- | ---------------------- | ---------------------- | ---------------------- |
| أدان ʔadān                     | ouvido                 | de آذان ʔāḏān, o plural de أذن ʔuḏn                 |                        |                        |                        |
| المي ʔalmi                     | água                   | de ماء māʔ com o artigo definido fundido na palavra |                        |                        |                        |
| إيد ʔīd                        | mão                    | de يد yad                                           |                        |                        |                        |
| عيد ʔīd                        | festival, celebração   | de عيد ʕīd com mudança regular de ʕ para ʔ          |                        |                        |                        |
| جدادة jidāde                   | galinha (singulativo)  | de دجاجة dajāja com metatése                        |                        |                        |                        |
| شدراي šadarāy                  | árvore (singulativo)   | de شجرة šajara com dissimilação                     |                        |                        |                        |
| Palavras de origem estrangeira |                        |                                                     |                        |                        |                        |
| بعشوم baʔashōm                 | jackal                 | do beja ba'aashoob                                  |                        |                        |                        |
| بيك bīk                        | caneta esferográfica   | do francês bic                                      |                        |                        |                        |
| وتير watīr                     | carro                  | do francês voiture                                  |                        |                        |                        |